# Rhathymus quadriplagiatus
Rhathymus quadriplagiatus är en biart som först beskrevs av Smith 1860.  Rhathymus quadriplagiatus ingår i släktet Rhathymus och familjen långtungebin. Inga underarter finns listade i Catalogue of Life.